# Morolica
Morolica is een gemeente (gemeentecode 0608) in het departement Choluteca in Honduras.
De hoofdplaats Morolica ligt aan de rivier Choluteca. Tijdens de orkaan Mitch stroomde deze over en verwoestte het dorp volledig. Een jaar later begonnen de bewoners even verderop een nieuw dorp te bouwen. Dit kreeg de naam Nueva Morolica ("Nieuw-Morolica").

## Bevolking
De bevolking is als volgt verdeeld:
| Vrouwen | 2317 | 46,3% |
| Mannen  | 2690 | 53,7% |

## Dorpen
De gemeente bestaat uit zes dorpen (aldea), waarvan het grootste qua inwoneraantal: Morolica (code 060801).